# الصحية (المالكية)
الصحية قرية سورية تتبع ناحية مركز المالكية في منطقة المالكية التابعة لمحافظة الحسكة في أقصى شمال شرق سورية. تقع على بعد 10 كم جنوب غرب مدينة المالكية.